# Mobilisatie

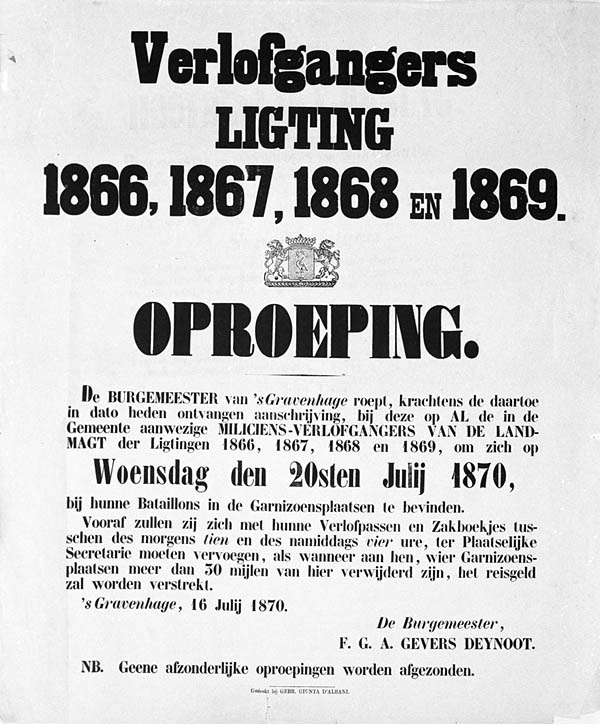
Oproep verlofgangers

Mobilisatie is het in staat van paraatheid brengen van de krijgsmacht van een land: landmacht, en indien van toepassing ook marine en luchtmacht.

## Betekenis
De term mobilisatie wordt gebruikt om de overgangssituatie tussen vrede en oorlog aan te duiden. Hiertoe behoort ook het oproepen van de militairen die met verlof zijn, het veiligstellen van strategische plekken en het vorderen van voertuigen en voorraden. Ook landen die geen deel hebben aan het conflict van hun buurlanden of volgens verdragen, zoals het Verdrag van Parijs (1815), verplicht neutraal zijn en dus als bufferstaat dienen, zullen tot mobilisatie overgaan, om niet als makkelijke doorgang of voornaamste strijdtoneel van de strijdende partijen te dienen.  Een neutraal land stelt troepen op aan alle landsgrenzen en kusten en mag geen grensoverschrijdingen van strijdende partijen toestaan.

## België 1914

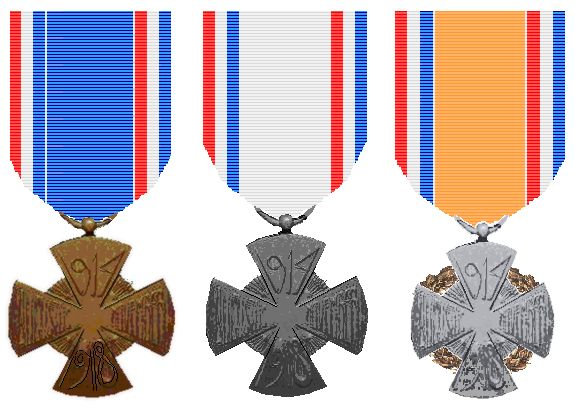
De drie kruisen van de Nationale Bond "Het Mobilisatiekruis 1914-1918".

Door de steeds toenemende oorlogsdreiging, na de moord op de Oostenrijk-Hongaarse troonopvolger, Frans Ferdinand op 28 juni 1914 in Sarajevo, wordt het Belgisch leger op 29 juli 1914 op versterkte vredesvoet geplaatst.  De klassen dienstplichtigen 1910, 1911 en 1912 worden weer onder de wapens geroepen.
Op 31 juli 1914 wordt de Algemene Mobilisatie uitgeroepen.  De klassen van 1901 tot 1909 worden opgeroepen.  Na de mobilisatie zijn 13 klassen actief. Klas 13 valt reeds onder de wet op de algemene dienstplicht van 30 augustus 1913.
Op 4 augustus 1914 (Duitse inval in België) worden ook nog de klassen 1900 en 1899 opgeroepen. De oudste dienstplichtigen onder de wapens zijn dus tot 35 jaar oud.
In september 1914 roept men ook nog de klas 1914 op, die slechts ten dele kan worden ingelijfd, omdat dan een groot gedeelte van België al door Duitsland is bezet.

## België 1939 - 1940

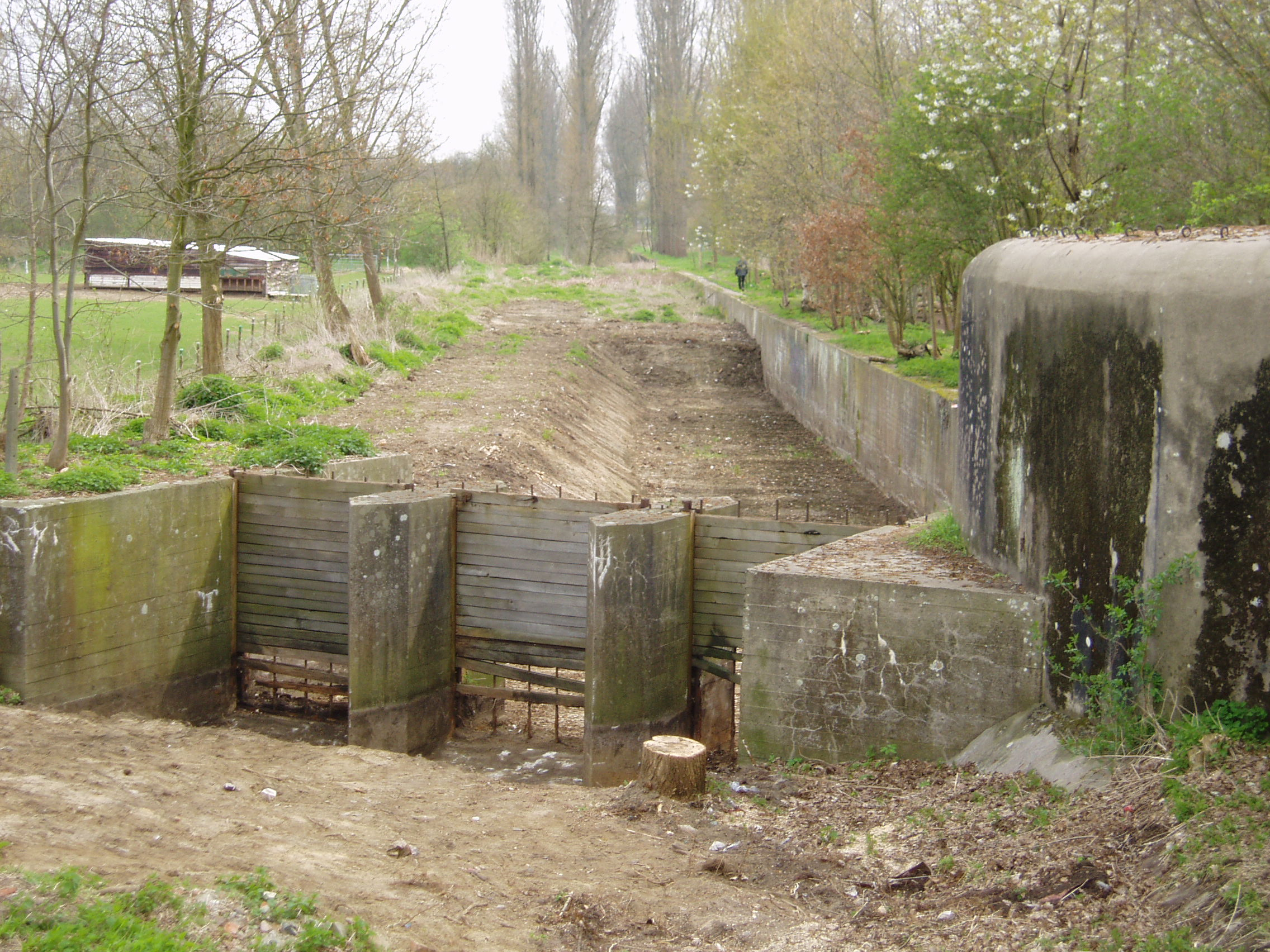
Belgische bunkers van de KW-verdedigingslinie.

Op 26 augustus 1939 werd gestart met het op oorlogsvoet brengen van de actieve regimenten (1ste tot de 6de Infanteriedivisie, eerste divisie Ardense Jagers, Cavaleriecorps, Grenswielrijders, het vliegwezen, de luchtdoelartillerie en de vestingtroepen).  Op 28 augustus 1939 volgt de wederoproeping van de divisies van eerste reserve, bestemd voor het oosten van België.  Op 1 september 1939 roept men de andere divisies van eerste reserve op, samen met twee lichte regimenten en transporteenheden.  Tussen 11 september 1939 en 13 januari 1940 roept men de divisies van tweede reserve op.  De Algemene Mobilisatie zou plaatsvinden op 10 mei 1940.
Koning Leopold III van België vervult zijn rol als opperbevelhebber van de strijdkrachten en neemt op 3 september 1939 zijn intrek in het Groot Hoofdkwartier in het Fort van Breendonk.  De meeste troepen staan tegenover Nazi-Duitsland opgesteld, maar ook tegenover Frankrijk staan legereenheden.  Met de gebeurtenissen van de Eerste Wereldoorlog redelijk vers in het geheugen, neigde men aan Waalse kant om, bij een Franse inval, het vuur niet te openen op Franse troepen.  Na de Duitse inval in Polen, verminderde men het aantal manschappen tegenover Frankrijk tot drie divisies.
Tijdens de hele schemeroorlog ging België verder met het versterken en uitbouwen van verdedigingslinies met daarin betonnen bunkers, anti-tankgrachten, Cointet-elementen en prikkeldraadversperringen om voorbereid te zijn op de tactieken die de Wehrmacht gebruikte in Polen.

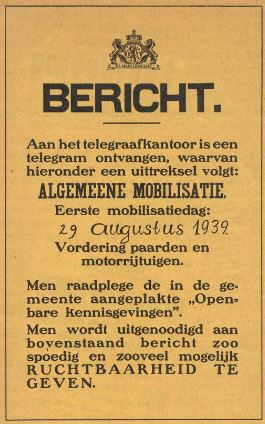
Bericht Algemeene Mobilisatie, Nederland, 29 augustus 1939. Vordering van paarden en motorrijtuigen.

## Nederland 1870
Op 20 juli 1870, een dag nadat Frankrijk de oorlog aan Pruisen verklaarde, besloot Nederland tot de mobilisatie van een gedeelte van het leger. Er lag geen plan voor de organisatie van het leger in geval van oorlog. Op de dag zelf  bepaalde Koning Willem III dat er een mobiel leger zou worden gevormd, dat later de naam veldleger kreeg. De prins van Oranje kreeg het opperbevel, Hendrik, de broer van de koning, werd commandant van de marine. Het veldleger zou bestaan uit delen van infanterie, cavalerie, artillerie en genie die onder bevel van hun commandanten bleven. Er moest veel worden geïmproviseerd, maar op 23 juli was het veldleger geformeerd. Door gebrek aan paarden was het echter grotendeels immobiel. Voor artillerie en cavalerie moesten meer dan duizend paarden worden aangekocht. Pas eind september was de artillerie volledig uitgerust, maar toen was het leger al weer gedemobiliseerd. Op grond van het verloop van de oorlog besloot Nederland op 14 september 1870 tot demobilisatie. De erbarmelijke toestand van leger en vestingwerken na jarenlange bezuiniging was nu wel duidelijk gebleken. De kritiek richtte zich op minister van Oorlog Van Mulken, die in oktober zijn ontslagaanvraag indiende. In december 1870 trad het hele kabinet af.

## Nederland 1914-1918
Aan de vooravond van de Eerste Wereldoorlog lagen de mobilisatieplannen klaar. Dat was te danken aan de chef van de Generale Staf luitenant-generaal C.J. Snijders, die op 31 juli 1914 werd benoemd tot opperbevelhebber van de Nederlandse Land- en Zeemacht. Diezelfde dag werden 200.000 Nederlandse mannen opgeroepen voor militaire dienst. Een dag eerder waren de kust- en grensbewakingstroepen al opgeroepen. De belangrijkste verdedigingslinie was de Nieuwe Hollandse Waterlinie en daarvoor, aan de oostelijke en zuidelijke grens van het land, lag het veldleger. Het water van de Waterlinie werd op voorbereidingspeil gebracht, nog niet alles werd echt onder water gezet. Sloten werden tot de rand gevuld en polders waren drassig. De forten van de Waterlinie waren niet geschikt voor permanent verblijf en langs de grenzen was ook weinig gelegenheid om zoveel soldaten te huisvesten. Daarom werden velen aanvankelijk in kleine groepjes ingekwartierd bij burgers en vervolgens geleidelijk ondergebracht in stallen, fabrieken, scholen, gymzalen, etc. Pas toen bleek dat de mobilisatie nog wel even zou duren werden er op veel plaatsen houten barakken gebouwd.
Veel soldaten waren kostwinner, maar de kostwinnersvergoeding was zo laag dat hun gezin er niet van kon rondkomen. In veel plaatsen werden Steuncomités opgericht, die geld en levensmiddelen verzamelden voor de getroffen gezinnen. 
Een groot aantal gemobiliseerden werd aanvankelijk onder erbarmelijke omstandigheden ondergebracht. Velen werden hierdoor ziek en enkele honderden stierven aan de gevolgen hiervan. Bij de overheid was hiervoor weinig begrip. Invaliden werden min of meer aan hun lot overgelaten. Het duurde tot 1948 alvorens er een regeling kwam en ook deze regeling was voor velen onvoldoende.
Een groot probleem was de verveling onder de soldaten. Een Centrale Commissie voor Ontwikkeling en Ontspanning kreeg de opdracht de verveling te bestrijden. Het aanbieden van cursussen en opvoedende lectuur hielp niet erg, zodat er ook cabaretiers werden aangetrokken als Jean-Louis Pisuisse, Koos Speenhoff, Louis Davids, Dirk Witte, James Cohen van Elburg en Clinge Doorenbos.Op 11 november 1918 tekende Duitsland de wapenstilstand. Op 12 november werd bekend dat 122.000 van de 237.000 gemobiliseerden naar huis mochten. De anderen, met uitzondering van de grensbewaking, gingen terug naar de vredesgarnizoenen.

## Nederland 1939-1940
In perioden van internationale spanning oefende koningin Wilhelmina geregeld druk uit op de regering om maatregelen te nemen. Tijdens de Sudetencrisis in september 1938 drong ze zonder succes aan op voormobilisatie, na de bezetting van Praag (15 maart 1939) ijverde ze tevergeefs voor een proefmobilisatie. Nadat begin april 1939 Albanië was bezet door Italië besloot de Nederlandse regering op 10 april alleen de grensbataljons en de vliegveldbewaking op te roepen. De ondertekening van een niet-aanvalsverdrag door Duitsland en Rusland op 24 augustus leidde dan toch eindelijk tot voormobilisatie: het oproepen van het deel van de krijgsmacht dat nodig was om tot algehele mobilisatie over te gaan. Die volgde op 28 augustus en binnen enkele dagen waren 280.000 soldaten op hun post. Het leger had verder nodig 30.000 paarden, 12.000 vrachtauto’s en 1600 personenauto’s en die werden gevorderd bij de burgers. 
De Waterlinie werd op voorbereidingspeil gebracht en de Grebbelinie werd verbeterd. Zo nu en dan werden er ook oefeningen gehouden, maar meestal hadden de soldaten niets nuttigs te doen.
Om de verveling bij de soldaten te verdrijven was er een aparte legerafdeling Ontwikkeling en Ontspanning in het leven geroepen. Men organiseerde o.a. spelavonden, sportwedstrijden en concerten. Artiesten hadden het moeilijk gehad tijdens de crisisjaren en de mobilisatieperiode vormde voor hen een nieuwe bron van inspiratie. Veel muzikanten kregen de mogelijkheid om weer op te treden, deze keer in legerplaatsen door het hele land. Lou Bandy had veel succes met liedjes als ‘Ratsch, kuch en bonen’ en ‘Wie heeft er suiker in de erwtensoep gedaan’. Van oktober 1939 t/m mei 1940 werd De Wacht - Weekblad voor de gemobiliseerde weermacht uitgegeven. Op 10 mei 1940 werd de illusie van Nederlandse neutraliteit ruw verstoord. De mobilisatie had voor de grensbataljons en de vliegveldbewaking dertien maanden geduurd, voor de overige soldaten ruim acht maanden.

## Nederland Koude Oorlog
Tijdens de Koude Oorlog bestond de Nederlandse krijgsmacht uit een beroepskader, parate dienstplichtigen en een grote groep mobilisabele reservisten. Voor de belangrijkste NAVO-partners telden alleen parate eenheden en de mobilisabele eenheden kwamen niet in aanmerking voor Amerikaanse wapenleveranties. De geoefendheid van de reservisten liet te wensen over en zij moesten het tot begin jaren 1980 doen met verouderd materieel. De NAVO ging er aanvankelijk vanuit dat het Warschaupact in staat was na een zeer korte voorbereiding aan te vallen. Het was maar de vraag of de mobilisabele troepen hun posities op tijd zouden bereiken.
Om de reactietijd te verkorten werden er vanaf 1970 jaarlijks mobilisatie-opkomstoefeningen gehouden onder de naam Donderslag. Deze duurden drie dagen: een opkomstdag, een opfrisdag (lessen, stormbaan, schieten, tactische oefeningen etc.) en een afwikkeldag waarop al het materiaal weer werd ingeleverd. Bij alle Donderslagen werkten de reservisten binnen de gestelde tijd het programma af.
De NAVO had de mogelijkheid tot snel inzetten van kernwapens en het primaire doel was dan ook afschrikking. Daarbij speelden mobilisabele eenheden een bescheiden rol. Alleen achter de frontlinie hadden ze hun belang op het gebied van logistiek en beveiliging van de communicatielijnen.
Na de afschaffing van de opkomstplicht in 1996 bleven afgezwaaide dienstplichtigen aanvankelijk nog als reservist geregistreerd, maar in 2002 werd de mobilisabele component definitief opgeheven.

## Externe links

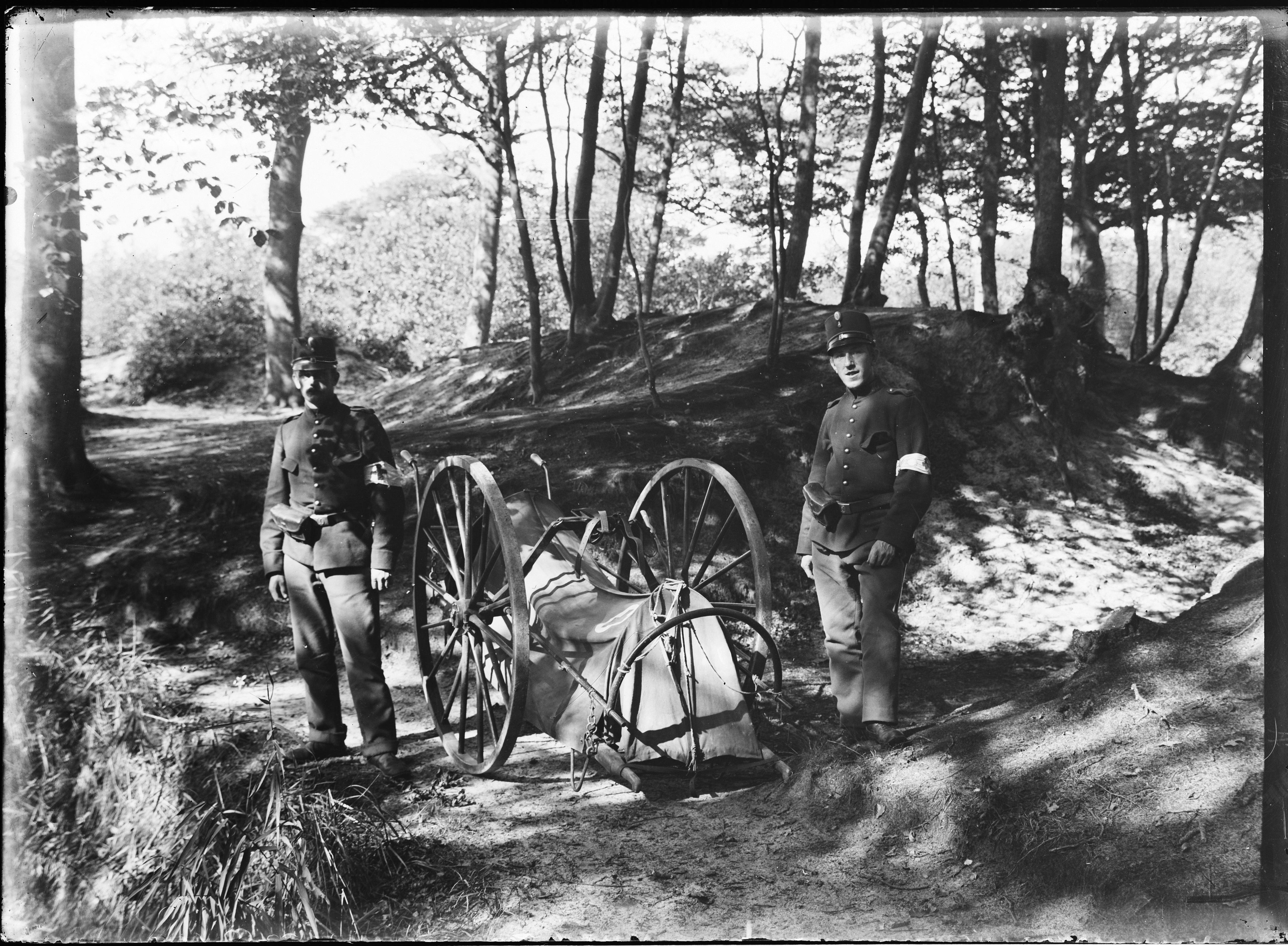
Nederland 1914-1918 Brancard op wielen
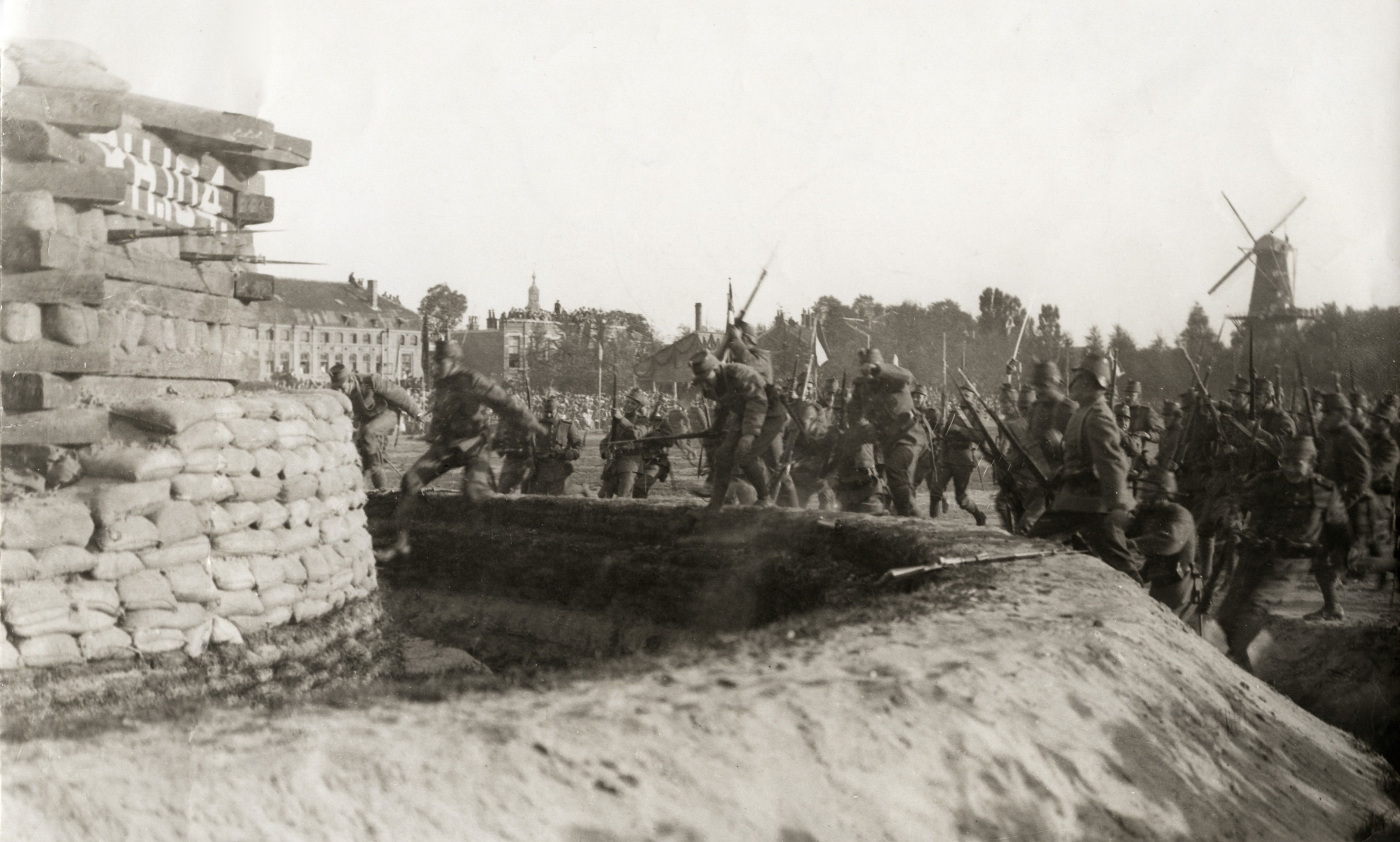
Nederland 1914-1918 Gevechtsoefening bij Leiden
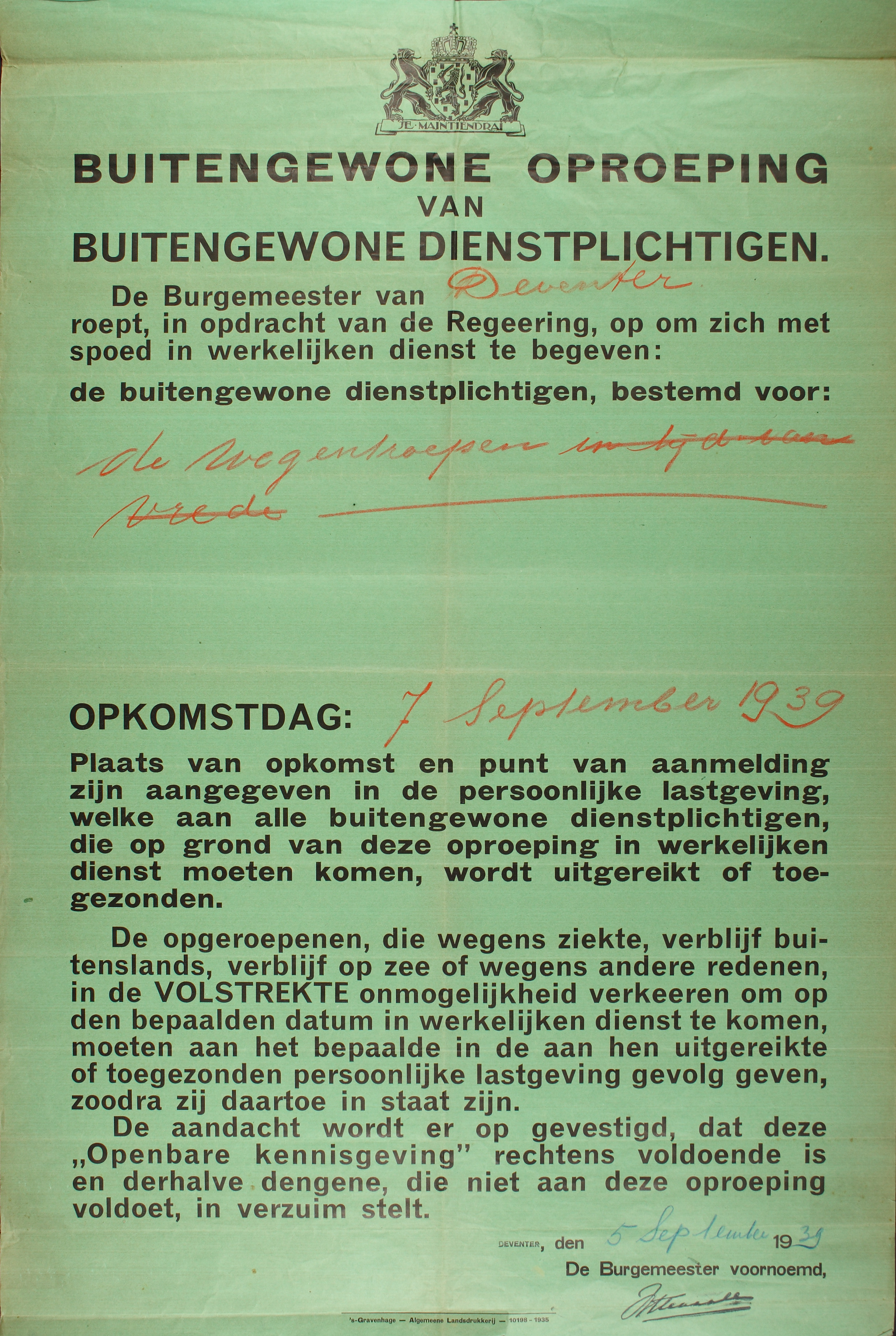
Nederland 1939-1940 Buitengewone oproeping
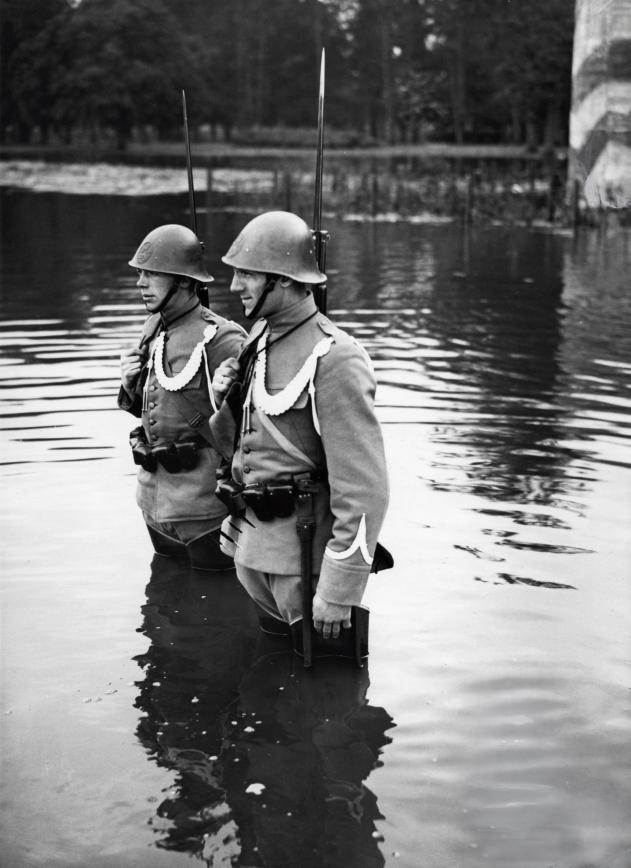
Nederland 1939-1940 Soldaten op wacht in de Waterlinie
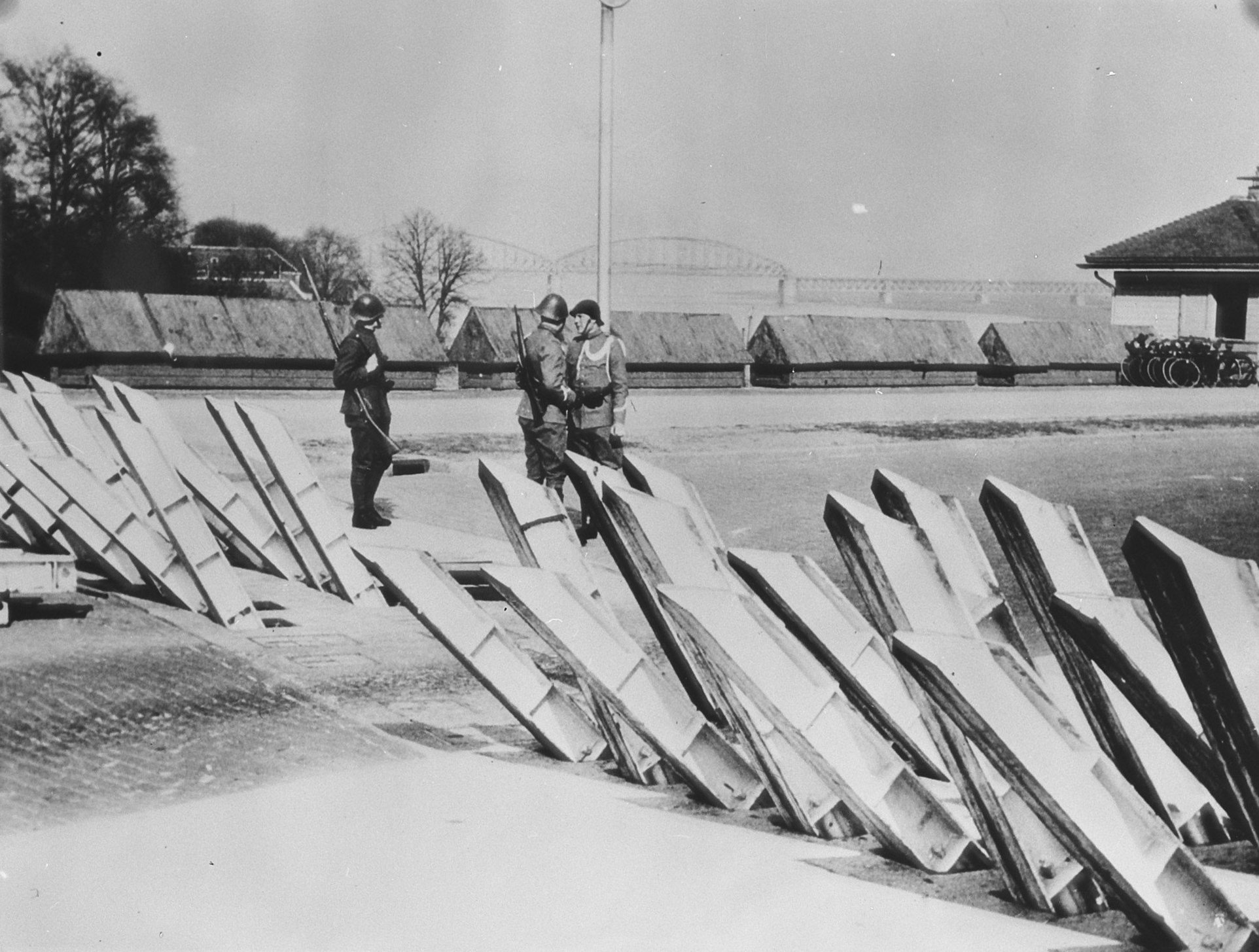
Nederland 1939-1940 Militaire maatregelen in mei 1940
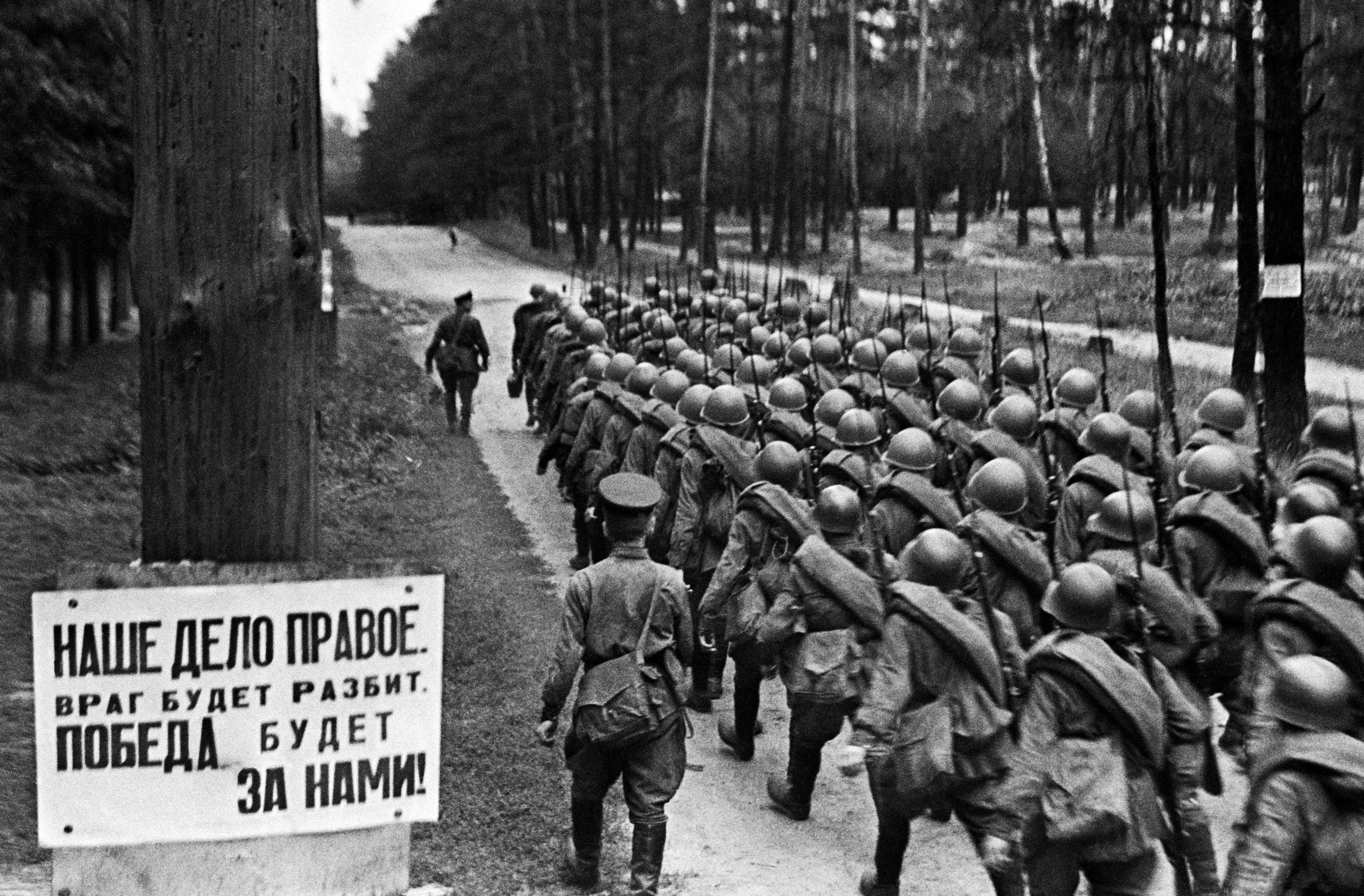
Gemobiliseerde Russische militairen vertrekken vanuit Moskou naar het front tijdens de Tweede Wereldoorlog